# Lijst van voetbalinterlands Denemarken - Roemenië
Deze lijst van voetbalinterlands is een overzicht van alle officiële voetbalwedstrijden tussen de nationale teams van Denemarken en Roemenië. De landen speelden tot op heden elf keer tegen elkaar. De eerste ontmoeting, een kwalificatiewedstrijd voor het Europees kampioenschap voetbal 1976,  werd gespeeld in Kopenhagen op 13 oktober 1974. Het laatste duel, een kwalificatiewedstrijd voor het Wereldkampioenschap voetbal 2018, vond plaats op 8 oktober 2017 in de Deense hoofdstad.

## Wedstrijden
| №  | Plaats     | Datum             | Competitie           | Wedstrijd             | Uitslag |
| -- | ---------- | ----------------- | -------------------- | --------------------- | ------- |
| 1  | Kopenhagen | 13 oktober 1974   | EK 1976 kwalificatie | Denemarken – Roemenië | 0 – 0   |
| 2  | Boekarest  | 11 mei 1975       | EK 1976 kwalificatie | Roemenië – Denemarken | 6 – 1   |
| 3  | Kopenhagen | 15 april 1981     | Vriendschappelijk    | Denemarken – Roemenië | 2 – 1   |
| 4  | Boekarest  | 1 september 1982  | Vriendschappelijk    | Roemenië – Denemarken | 1 – 0   |
| 5  | Kopenhagen | 11 oktober 1989   | WK 1990 kwalificatie | Denemarken – Roemenië | 3 – 0   |
| 6  | Boekarest  | 15 november 1989  | WK 1990 kwalificatie | Roemenië – Denemarken | 3 – 1   |
| 7  | Boekarest  | 29 maart 2003     | EK 2004 kwalificatie | Roemenië – Denemarken | 2 – 5   |
| 8  | Kopenhagen | 10 september 2003 | EK 2004 kwalificatie | Denemarken – Roemenië | 2 – 2   |
| 9  | Boekarest  | 18 november 2014  | Vriendschappelijk    | Roemenië – Denemarken | 2 – 0   |
| 10 | Boekarest  | 26 maart 2017     | WK 2018 kwalificatie | Roemenië – Denemarken | 0 – 0   |
| 11 | Kopenhagen | 8 oktober 2017    | WK 2018 kwalificatie | Denemarken – Roemenië | 1 – 1   |

## Samenvatting
| Competitie        | Totaal gespeeld | Winst Denemarken | Gelijk | Winst Roemenië | Doelsaldo Denemarken – Roemenië |
| ----------------- | --------------- | ---------------- | ------ | -------------- | ------------------------------- |
| WK-kwalificatie   | 4               | 1                | 2      | 1              | 5 − 4                           |
| EK-kwalificatie   | 4               | 1                | 2      | 1              | 8 − 10                          |
| Vriendschappelijk | 3               | 1                | 0      | 2              | 2 − 4                           |
| Totaal            | 11              | 3                | 4      | 4              | 15 − 18                         |

Wedstrijden bepaald door strafschoppen worden, in lijn met de FIFA, als een gelijkspel gerekend.

## Details

### Eerste ontmoeting
| EK 1976 kwalificatie (Kopenhagen, Denemarken, 13 oktober 1974): |              | |
| Denemarken | 0 – 0        | Roemenië |
| | goals        | |
| Rudi Strittich | bondscoach   | Valentin Stănescu |
| Benno Larsen Flemming Mortensen Henning Jensen Steen Danielsen Jørgen Rasmussen Morten Olsen Jørgen Jørgensen Ulrik le Fèvre Flemming Lund Niels-Christian Holmstrøm Benny Nielsen | opstellingen | Necula Răducanu Florian Cheran Dumitru Antonescu Alexandru Sătmăreanu Teodor Anghelini Ion Dumitru Cornel Dinu Anghel Iordănescu 80' Mircea Lucescu Atila Kun Radu Nunweiller |
| | wissels      | 80' Radu Troi |
| | gele kaarten | 49' Cornel Dinu |

### Derde ontmoeting
| Vriendschappelijk (Kopenhagen, Denemarken, 15 april 1981): |              | |
| Denemarken | 2 – 1        | Roemenië |
| Allan Simonsen 50' (pen.) Lars Bastrup 80' | goals        | 46' Rodion Cămătaru |
| Sepp Piontek | bondscoach   | Valentin Stănescu |
| Ole Qvist Ole Rasmussen Søren Busk Henrik Eigenbrod Ole Madsen Allan Simonsen Jens Jørn Bertelsen Morten Olsen John Eriksen 70' Lars Bastrup Preben Elkjær Larsen | opstellingen | Gheorghe Cristian Nicolae Negrilă Ştefan Sameş Cornel Dinu Nicolae Ungureanu Ilie Balaci Aurel Beldeanu Anghel Iordănescu Zoltan Crişan Rodion Cămătaru Marcel Răducanu |
| Jens Kolding 70' | wissels      | |
| - Debuut van Henrik Eigenbrod (KB Frederiksberg) en John Eriksen (Roda JC) voor Denemarken.                                                                       |              | |

### Vijfde ontmoeting
| WK-kwalificatie (Kopenhagen, Denemarken, 11 oktober 1989):                                                                                                |              | |
| Denemarken | 3 – 0        | Roemenië |
| Kent Nielsen 4' Brian Laudrup 26' Flemming Povlsen 84' | goals        | |
| Sepp Piontek | bondscoach   | Emerich Jenei |
| Peter Schmeichel Lars Olsen Kent Nielsen Ivan Nielsen 46' Jan Bartram John Sivebæk Jan Heintze John Jensen Michael Laudrup Flemming Povlsen Brian Laudrup | opstellingen | Silviu Lung Ştefan Iovan Mircea Rednic Ioan Andone Michael Klein 64' Ioan Sabău Gheorghe Popescu Iosif Rotariu Dorin Mateuț Rodion Cămătaru Gheorghe Hagi |
| John Larsen 46' | wissels      | 64' Dănuţ Lupu |
| | rode kaarten | 86' Mircea Rednic |
| - Debuut van Dănuţ Lupu (Dinamo Boekarest) voor Roemenië.                                                                                                 |              | |

### Zesde ontmoeting
| WK-kwalificatie (Boekarest, Roemenië, 15 november 1989):                                                                                                  |              | |
| Roemenië | 3 – 1        | Denemarken |
| Gavril Balint 25' Ioan Sabău 37' Gavril Balint 60' | goals        | 6' Flemming Povlsen |
| Emerich Jenei | bondscoach   | Sepp Piontek |
| Silviu Lung Dan Petrescu Ioan Andone Gheorghe Popescu Ştefan Iovan Ioan Sabău Iosif Rotariu Gheorghe Hagi Marius Lăcătuș 68' Gavril Balint 88' Dănuţ Lupu | opstellingen | Peter Schmeichel Lars Olsen Kent Nielsen Ivan Nielsen 73' John Sivebæk Søren Lerby John Jensen Jan Bartram Michael Laudrup Flemming Povlsen Brian Laudrup |
| Dorin Mateuț 76' Nicolae Ungureanu 86' | wissels      | 67' Lars Elstrup |
| | gele kaarten | ??' Ivan Nielsen ??' Søren Lerby |
| Gheorghe Hagi 61' | rode kaarten | |

### Zevende ontmoeting
| EK 2004 kwalificatie (Boekarest, Roemenië, 29 maart 2003): |              | |
| Roemenië | 2 – 5        | Denemarken |
| Adrian Mutu 5' Dorinel Munteanu 47' | goals        | 9' Dennis Rommedahl 53' Thomas Gravesen 71' Jon Dahl Tomasson 74' (e.d.) Cosmin Contra 90' Dennis Rommedahl                                                                            |
| Anghel Iordănescu | bondscoach   | Morten Olsen |
| Bogdan Lobonț Cosmin Contra Cristian Chivu Mirel Rădoi Gheorghe Popescu Paul Codrea 60' Iulian Filipescu Dorinel Munteanu Daniel Pancu 67' Adrian Mutu Ioan Ganea | opstellingen | Thomas Sørensen 34' Thomas Rytter Martin Laursen René Henriksen Niclas Jensen 67' Christian Poulsen Thomas Gravesen Jon Dahl Tomasson Dennis Rommedahl Ebbe Sand 46' Peter Løvenkrands |
| Laurenţiu Reghecampf 60' Florin Bratu 67' | wissels      | 34' Jan Michaelsen 46' Martin Jørgensen 67' Morten Wieghorst |
| Adrian Mutu 51' Paul Codrea 55' Cosmin Contra 70' Jorge Bermúdez 86'                                                                                              | gele kaarten | 15' Martin Laursen |
| - Debuut van Laurenţiu Reghecampf (Energie Cottbus) voor Roemenië.                                                                                                |              | |

### Achtste ontmoeting
| EK 2004 kwalificatie (Kopenhagen, Denemarken, 10 september 2003): |              | |
| Denemarken | 2 – 2        | Roemenië |
| Jon Dahl Tomasson 35' (pen.) Martin Laursen 90' | goals        | 51' Adrian Mutu 72' Daniel Pancu |
| Morten Olsen | bondscoach   | Anghel Iordănescu |
| Thomas Sørensen Morten Wieghorst 64' René Henriksen Martin Laursen Niclas Jensen Thomas Helveg Thomas Gravesen Jesper Grønkjær 80' Jon Dahl Tomasson 55' Martin Jørgensen Ebbe Sand | opstellingen | Bogdan Lobonț Flavius Stoican Răzvan Raț Adrian Iencsi Cristian Chivu Mirel Rădoi 70' Florentin Dumitru Dorinel Munteanu 67' Ioan Ganea 90+1' Adrian Mutu Daniel Pancu |
| Claus Jensen 55' Christian Poulsen 64' Dennis Rommedahl 80' | wissels      | 67' Florin Bratu 70' Florin Cernat 90+1' Florin Şoavă |
| Jesper Grønkjær 74' | gele kaarten | 49' Dorinel Munteanu 69' Răzvan Raț 81' Adrian Mutu |

### Negende ontmoeting
| Vriendschappelijk (Boekarest, Roemenië, 18 november 2014): |              | |
| Roemenië | 2 – 0        | Denemarken |
| Claudiu Keșerü 53' Claudiu Keșerü 59' | goals        | |
| Anghel Iordănescu | bondscoach   | Morten Olsen |
| Costel Pantilimon Răzvan Raț Florin Gardoș Vlad Chiricheș 70' Paul Papp 79' Lucian Sânmărtean 46' Andrei Prepeliță 84' Gabriel Enache 46' Alexandru Maxim 64' Claudiu Keșerü Ovidiu Hoban                     | opstellingen | Stephan Andersen 79' Nicolai Boilesen 46' Simon Kjær Andreas Bjelland Lars Jacobsen 70' William Kvist 46' Anders Christiansen 28' Lucas Andersen 73' Lasse Vibe Nicklas Bendtner Nicolaj Thomsen |
| Alexandru Chipciu 46' Adrian Popa 46' Eric Bicfalvi 64' Cosmin Moți 70' Srgian Luchin 79' Mihai Pintilii 84'                                                                                                  | wissels      | 28' Rasmus Würtz 46' Jannik Vestergaard 46' Uffe Bech 70' Kian Hansen 73' Yussuf Poulsen 79' Simon Poulsen                                                                                       |
| Paul Papp 61' | gele kaarten | |
| - Debuut van Eric Bicfalvi (FC Volyn) voor Roemenië. - Debuut van Lucas Andersen (AFC Ajax), Anders Christiansen (FC Nordsjælland), Nicolaj Thomsen (AaB Aalborg) en Kian Hansen (FC Nantes) voor Denemarken. |              | |

DBU · A-internationals · Selecties · Bondscoaches · Deens vrouwenelftal · Olympisch elftal · Denemarken U21 · Denemarken U20 · Denemarken U19 · Denemarken U18 · Denemarken U17 · Denemarken U16 · Vrouwen U17
1908 – 1919 ·
1920 – 1929 ·
1930 – 1939 ·
1940 – 1949 ·
1950 – 1959 ·
1960 – 1969 ·
1970 – 1979 ·
1980 – 1989 ·
1990 – 1999 ·
2000 – 2009 ·
2010 – 2019 ·
2020 − 2029
EK's: 1964 · 
1984 · 
1988 · 
1992 · 
1996 · 
2000 · 
2004 · 
2012 · 
2020 · 
2024
WK's: 1986 · 
1998 · 
2002 · 
2010 · 
2018 · 
2022
OS: 1908 · 
1912 · 
1920 · 
1948 · 
1952 · 
1960 · 
1972 · 
1992 · 
2016
1908 · 
1909 · 
1910 · 
1911 · 
1912 · 
1913 · 
1914 · 
1915 · 
1916 · 
1917 · 
1918 · 
1919 · 
1920 · 
1921 · 
1922 · 
1923 · 
1924 · 
1925 · 
1926 · 
1927 · 
1928 · 
1929 · 
1930 · 
1931 · 
1932 · 
1933 · 
1934 · 
1935 · 
1936 · 
1937 · 
1938 · 
1939 · 
1940 · 
1941 · 
1942 · 
1943 · 
1944 · 
1946 · 
1947 · 
1948 · 
1949 · 
1950 · 
1952 · 
1952 · 
1953 · 
1954 · 
1955 · 
1956 · 
1957 · 
1958 · 
1959 · 
1960 · 
1961 · 
1962 · 
1963 · 
1964 · 
1965 · 
1966 · 
1967 · 
1968 · 
1969 · 
1970 · 
1971 · 
1972 · 
1973 · 
1974 · 
1975 · 
1976 · 
1977 · 
1978 · 
1979 · 
1980 · 
1981 · 
1982 · 
1983 · 
1984 · 
1985 · 
1986 · 
1987 · 
1988 · 
1989 · 
1990 ·
1991 · 
1992 · 
1993 · 
1994 · 
1995 · 
1996 · 
1997 · 
1998 · 
1999 · 
2000 · 
2001 · 
2002 · 
2003 · 
2004 · 
2005 · 
2006 · 
2007 · 
2008 · 
2009 · 
2010 · 
2011 · 
2012 · 
2013 · 
2014 · 
2015 · 
2016 · 
2017 · 
2018 ·
2019 ·
2020 ·
2021 ·
2022 ·
2023
Albanië ·
Algerije ·
Argentinië ·
Armenië ·
Australië ·
België ·
Bermuda ·
Bosnië en Herzegovina · 
Brazilië ·
Bulgarije ·
Canada ·
Chili ·
Cyprus ·
DDR ·
Duitsland ·
Ecuador ·
Egypte ·
Engeland ·
Estland ·
Faeröer · 
Finland · 
Frankrijk ·
Gambia ·
Georgië ·
Ghana ·
Gibraltar ·
GOS ·
Griekenland ·
Honduras ·
Hongarije ·
Hongkong ·
Ierland ·
IJsland ·
Indonesië ·
Iran ·
Israël ·
Italië ·
Japan ·
Joegoslavië ·
Kameroen ·
Kazachstan ·
Kosovo · 
Kroatië · 
Letland ·
Liechtenstein ·
Litouwen ·
Luxemburg ·
Malta ·
Marokko ·
Mexico ·
Moldavië · 
Montenegro · 
Nederland ·
Nederlandse Antillen ·
Nigeria ·
Noord-Ierland ·
Noord-Macedonië ·
Noorwegen ·
Oekraïne ·
Oostenrijk ·
Panama ·
Paraguay ·
Peru ·
Polen ·
Portugal ·
Roemenië ·
Rusland ·
San Marino ·
Saoedi-Arabië ·
Schotland ·
Senegal ·
Servië ·
Singapore ·
Slovenië ·
Slowakije ·
Sovjet-Unie ·
Spanje ·
Suriname ·
Thailand ·
Togo · 
Tsjechië ·
Tsjecho-Slowakije ·
Tunesië · 
Turkije · 
Uruguay ·
Verenigde Arabische Emiraten ·
Verenigde Staten ·
Wales ·
Wit-Rusland ·
Zuid-Afrika ·
Zuid-Korea ·
Zweden ·
Zwitserland
Argentinië (1995) · 
Australië (2018) ·
Australië (2022) · 
België (2021) · 
Duitsland (1992) · 
Duitsland (2012) · 
Engeland (2021) · 
Finland (2021) · 
Frankrijk (2002) · 
Frankrijk (2018) · 
Japan (2010) · 
Kameroen (2010) · 
Kroatië (2018) · 
Nederland (2010) · 
Nederland (2012) · 
Peru (2018) · 
Portugal (2012) · 
Rusland (2021) · 
Senegal (2002) · 
Tsjechië (2021) · 
Uruguay (2002) · 
Wales (2021)
FRF · A-internationals · Selecties · Bondscoaches · Statistieken · Roemeens vrouwenelftal · Olympisch elftal · Roemenië U21 · Roemenië U20 · Roemenië U19 · Roemenië U18 · Roemenië U17 · Roemenië U16
1922 – 1929 · 
1930 – 1939 · 
1940 – 1949 · 
1950 – 1959 · 
1960 – 1969 · 
1970 – 1979 · 
1980 – 1989 · 
1990 – 1999 · 
2000 – 2009 · 
2010 – 2019 · 
2020 – 2029
EK's: 1984 · 
1996 · 
2000 · 
2008 · 
2016 · 
2024
WK's: 1930 · 
1934 · 
1938 · 
1970 · 
1990 · 
1994 · 
1998
OS: 1924 · 
1952 · 
1964 · 
2020
1922 · 
1923 · 
1924 · 
1925 · 
1926 · 
1927 · 
1928 · 
1929 · 
1930 · 
1931 · 
1932 · 
1933 · 
1934 · 
1935 · 
1936 · 
1937 · 
1938 · 
1939 · 
1940 · 
1941 · 
1942 · 
1943 · 
1944 · 
1945 · 
1946 · 
1947 · 
1948 · 
1949 · 
1950 · 
1952 · 
1952 · 
1953 · 
1954 · 
1955 · 
1956 · 
1957 · 
1958 · 
1959 · 
1960 · 
1961 · 
1962 · 
1963 · 
1964 · 
1965 · 
1966 · 
1967 · 
1968 · 
1969 · 
1970 · 
1971 · 
1972 · 
1973 · 
1974 · 
1975 · 
1976 · 
1977 · 
1978 · 
1979 · 
1980 · 
1981 · 
1982 · 
1983 · 
1984 · 
1985 · 
1986 · 
1987 · 
1988 · 
1989 · 
1990 · 
1991 · 
1992 · 
1993 · 
1994 · 
1995 · 
1996 · 
1997 · 
1998 · 
1999 · 
2000 · 
2001 · 
2002 · 
2003 · 
2004 · 
2005 · 
2006 · 
2007 · 
2008 · 
2009 · 
2010 · 
2011 · 
2012 · 
2013 · 
2014 · 
2015 ·
2016 ·
2017 ·
2018 ·
2019 ·
2020 ·
2021 ·
2022 ·
2023
Albanië ·
Algerije ·
Andorra ·
Argentinië ·
Armenië ·
Australië ·
Azerbeidzjan ·
België ·
Bolivia ·
Bosnië en Herzegovina ·
Brazilië ·
Bulgarije ·
Chili ·
China ·
Colombia ·
Congo-Kinshasa ·
Cuba ·
Cyprus ·
DDR ·
Denemarken ·
Duitsland ·
Ecuador ·
Egypte ·
Engeland ·
Estland ·
Faeröer ·
Finland ·
Frankrijk ·
Georgië ·
Griekenland ·
Honduras ·
Hongarije ·
Ierland ·
IJsland ·
Irak ·
Iran ·
Israël ·
Italië ·
Ivoorkust ·
Japan ·
Joegoslavië ·
Kameroen ·
Kazachstan · 
Kosovo · 
Kroatië ·
Letland ·
Liechtenstein ·
Litouwen ·
Luxemburg ·
Malta ·
Marokko ·
Mexico ·
Moldavië ·
Montenegro ·
Nederland ·
Nigeria ·
Noord-Ierland ·
Noord-Macedonië ·
Noorwegen ·
Oekraïne ·
Oostenrijk ·
Paraguay ·
Peru ·
Polen ·
Portugal ·
Rusland ·
San Marino ·
Schotland ·
Servië ·
Slovenië ·
Slowakije ·
Sovjet-Unie ·
Spanje ·
Trinidad en Tobago ·
Tsjechië ·
Tsjecho-Slowakije ·
Tunesië ·
Turkije ·
Turkmenistan ·
Uruguay ·
Verenigde Arabische Emiraten ·
Verenigde Staten ·
Wales ·
Wit-Rusland ·
Zuid-Korea ·
Zweden ·
Zwitserland
Albanië (2016) · 
Frankrijk (2008) · 
Frankrijk (2016) · 
Italië (2008) · 
Nederland (2008) · 
Zwitserland (2016)